# Шёлковое (Киевская область)
Шёлковое (укр. Шовкове) — село, входит в Барышевскую поселковую общину Броварского района Киевской области Украины. До 2020 года входило в состав Барышевского района. Расположено на реке Ильтица.
Население по переписи 2001 года составляло 114 человек. Почтовый индекс — 07545. Телефонный код — 4576. Занимает площадь 0,35 км².

## Местный совет
07545, Киевская обл., Барышевский р-н, c. Волошиновка